# قاعدة والكر الجوية
قاعدة والكر الجوية (بالإنجليزية: Walker Air Force Base)‏ هي قاعدة مغلقة تابعة للولايات المتحدة تقع على بعد ثلاثة أميال (5 كم) جنوب منطقة الأعمال المركزية في روزويل في نيو مكسيكو.

## الأفتتاح
تم افتتاحها في عام 1941 كمدرسة طيران تابعة للجيش، وكانت حقل تجارب نشط للغاية خلال الحرب العالمية الثانية وعصر ما بعد الحرب باسم حقل روزويل الجوي.

## ارتباطها بحادثة روزويل ( الأجسام الطائرة المجهولة)
خلال السنوات الأولى من الحرب الباردة، أصبحت أكبر قاعدة للقيادة الجوية الاستراتيجية. ومن المعروف عنها أيضًا أرتباطها بـ حادثة الأجسام الطائرة المجهولة في روزويل، وهو حدث وقع في 4 يوليو 1947.

## الرد الرسمي

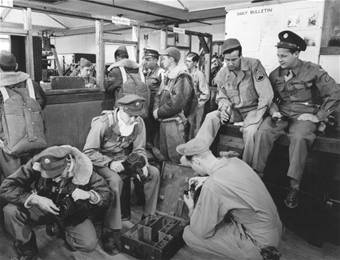
المجندين يختارون الكاميرات قبل الصعود في طائرة Beechraft AT-11 في مهام اكتشاف القنابل في مدرسة روزويل الجوية

الرد الرسمي يُزعم أن «قرصًا طائرًا فضائيا» تحطم خلال عاصفة رعدية شديدة بالقرب من بلدة تسمي كورونا، نيو مكسيكو ولكن كان هناك نفي من جانب الحكومة ورواية مختلفة تفيد بأنه كان مجرد بالون طقس ثم تغيرت الرواية الي بالون تجسس تابع لمشروع موجول.